# New Left Review
A New Left Review é uma revista acadêmica política fundada em 1960 no Reino Unido, a partir da fusão de dois outros periódicos - o New Reasoner, The Universities e Left Review.  As duas últimas cresceram durante a crise de Suez, em 1956, e adotavam uma perspectiva marxista, rejeitando  a ortodoxia "revisionista", predominante no Partido Trabalhista inglês. 
A New Left Review constituir-se-ia no porta-voz da linha de frente da New Left (Nova Esquerda) na Grã-Bretanha. 
O nome "New Left" provém de um texto escrito em 1960 pelo sociólogo americano Charles Wright Mills - "Open letter to the New Left" ("Carta aberta à Nova Esquerda"), no qual acusava  a Old Left ("Velha Esquerda"), tanto comunista como reformista, assim como os liberais radicais de traírem os ideais de liberdade e justiça. Mills se dizia um marxista, um homem que trabalhava dentro da tradição da Teoria da Alienação do Jovem Marx, e provocou grande impacto entre os jovens intelectuais.
A revista foi inicialmente dirigida por Stuart Hall, substituído em 1962 por Perry Anderson, que expandiu o foco da revista para os debates dentro do chamado Marxismo Ocidental. Atualmente a NLR dedica seus principais artigos aos Estados Unidos, China, Japão, Europa, Grã-Bretanha , Indonésia, Cuba, Iraque, México, Índia e Palestina. A revista tem concentrado suas análises nas áreas de  literatura e cinema, crítica cultural e vanguarda, economia global e no ativismo pós-Seattle, 1999 - quando houve a primeira grande mobilização do movimento anti-globalização (a  Batalha de Seattle), a qual resultou no cancelamento da cerimônia de abertura da reunião da OMC.